# Omar J. Linares
Omar Jesús Linares Prato (* 1946 in Caracas, Venezuela) ist ein venezolanischer Paläobiologe und Mammaloge.

## Leben
Linares wurde 1979 mit der Dissertation The South American procyonids and their relationship with other carnivora: evidence from the basicranium and ear region an der University of Bristol zum Ph.D. promoviert. Er absolvierte einen Teil seiner akademischen Ausbildung an der Universidad Central de Venezuela sowie an der Universität Pierre und Marie Curie (Paris VI). Linares war Professor an der Abteilung für Ökologie der Universidad de Los Andes und an den Fakultäten für Anthropologie sowie Geologie und Bergbau der Universidad Central de Venezuela. Darüber hinaus hat er an zahlreichen nationalen und internationalen Kongressen in den Disziplinen Zoologie, vergleichende Anatomie, Paläontologie, Archäozoologie und Säugetierevolution teilgenommen. Er leitete zwei Forschungsprojekte, eines zur Biologie der Vampirfledermäuse in Venezuela und das andere zu den fossilen Wirbeltieren des Neogens, die bei Urumaco im venezolanischen Bundesstaat Falcón gefunden wurden. Ferner war er außerordentlicher Professor und Direktor des Museums für Naturwissenschaften der Universidad Simón Bolívar. Linares ist Mitglied mehrerer venezolanischer und internationaler wissenschaftlicher Gesellschaften und hat bedeutende wissenschaftliche Publikationen in seinem Fachgebiet verfasst.
1998 veröffentlichte Linares das Buch Mammiferos de Venezuela. 1990 wirkte er in der Episode Urumaco: las huellas del tiempo der Fernsehreihe Expedición mit.

## Erstbeschreibungen durch Omar J. Linares
- Barinasuchus Paolillo & Linares, 2007
- Barinasuchus arveloi Paolillo & Linares, 2007
- Bolivartherium codorensis Linares, 2004
- Bolivartherium urumaquensis (Linares, 2004)
- Cyonasua pascuali Linares, 1981
- Desmodus archaeodaptes Morgan, Linares & Ray, 1988
- Desmodus draculae Morgan, Linares & Ray, 1988
- Langstonia Paolillo & Linares, 2007
- Lestodon urumaquensis Linares, 2004
- Lonchorhina orinocensis Linares & Ojasti, 1971
- Natalus stramineus tronchonii Linares, 1971
- Neoplatymops mattogrossensis bolivarensis Linares & Escalante, 1992
- Protoprocyon Linares, 1981
- Protoprocyon savagei Linares, 1981
- Pteronotus paraguanensis Linares & Ojasti, 1974
- Rhapsodus Linares, 1981
- Rhapsodus tedfordi Linares, 1981
- Zulmasuchus Paolillo & Linares, 2007